# Paulina Nguyen
Paulina Nguyen (* 1990 als Paulina Laurant) ist eine US-amerikanische Schauspielerin und Model.

## Leben
Ihre Vorfahren kamen aus Vietnam. Sie wuchs im Greater Los Angeles Area auf und begann bereits in frühen Jahren als Theaterschauspielerin. Sie debütierte 2011 in einer Nebenrolle im Spielfilm Nowhere. 2016 wirkte sie im Musikvideo zum Lied Para Enamorarte der Musikgruppe CNCO mit. Größere Rollen übernahm sie 2018 in den Mockbustern Triassic World und Megalodon. Im selben Jahr war sie in insgesamt drei Episoden der Fernsehserie Here’s the Thing in unterschiedlichen Rollen zu sehen. Eine größere Rolle übernahm sie außerdem 2020 im Spielfilm In the Drift an der Seite von Michael DeVorzon und DMX. 2021 war sie in dem Science-Fiction-Film 2021 – War of the Worlds: Invasion from Mars in der Rolle der Alina zu sehen.

## Filmografie (Auswahl)
- 2011: Nowhere
- 2012: Beautiful Brit Baker
- 2012: Broken by Dead to Rights (Kurzfilm)
- 2013: Sustained (Kurzfilm)
- 2013: Good Kids/Bad Kids
- 2014: Algorithm
- 2014: Cry Baby
- 2015: The A-List
- 2017: San Gabriel Valley (Fernsehfilm)
- 2018: Triassic World
- 2018: Arcadia 51/50 (Fernsehserie, Episode 1x01)
- 2018: Megalodon – Die Bestie aus der Tiefe (Megalodon, Fernsehfilm)
- 2018: Here’s the Thing (Fernsehserie, 3 Episoden, verschiedene Rollen)
- 2019: Betrayed (Fernsehserie, Episode 3x10)
- 2020: In the Drift
- 2020: 6 Degrees of Ella (Mini-Serie)
- 2020: Travel (Kurzfilm)
- 2021: 2021 – War of the Worlds: Invasion from Mars (Alien Conquest)
- 2021: Swearing (Kurzfilm)